# Nălați-Vad
Nălați-Vad is een dorp in de regio Transsylvanië, in het Roemeense district Hunedoara. Het ligt 3 km van Hațeg. In het lokale kasteel en park is een tentoonstelling van Romeinse artefacten uit Sarmizegetusa te bezichtigen.